# Adolf Heitmann (Politiker)
Adolf Heitmann (* 20. Mai 1890 in Lehe (Bremerhaven); † 12. Oktober 1951 in Bremen) war ein deutscher Politiker (SPD) und Mitglied der Bremischen Bürgerschaft.  

## Biografie
Heitmann kam aus Bremerhaven. Er war Mitglied der SPD. Von November 1946 bis 1947 war er Mitglied der ersten gewählten Bremischen Bürgerschaft und in Deputationen der Bürgerschaft tätig. 